# Samyang Optics
Samyang Optics là nhà sản xuất ống kính máy ảnh của Hàn Quốc. Hãng chuyên sản xuất các sản phẩm ống kính quang học tương thích ngàm cho một số thương hiệu lớn về máy ảnh và máy quay video. Hãng  được thành lập vào năm 1972 và có khoảng 150 nhân viên. Samyang xuất khẩu sang 58 quốc gia thông qua 39 đại lý và nhà phân phối ở nước ngoài.
Các sản phẩm của Samyang cũng được bán với nhiều thương hiệu khác nhau, như Rokinon, Bower, Opteka, Vivitar, Phoenix và Quantaray.

## Các sản phẩm

### Ống kính lấy nét tự động

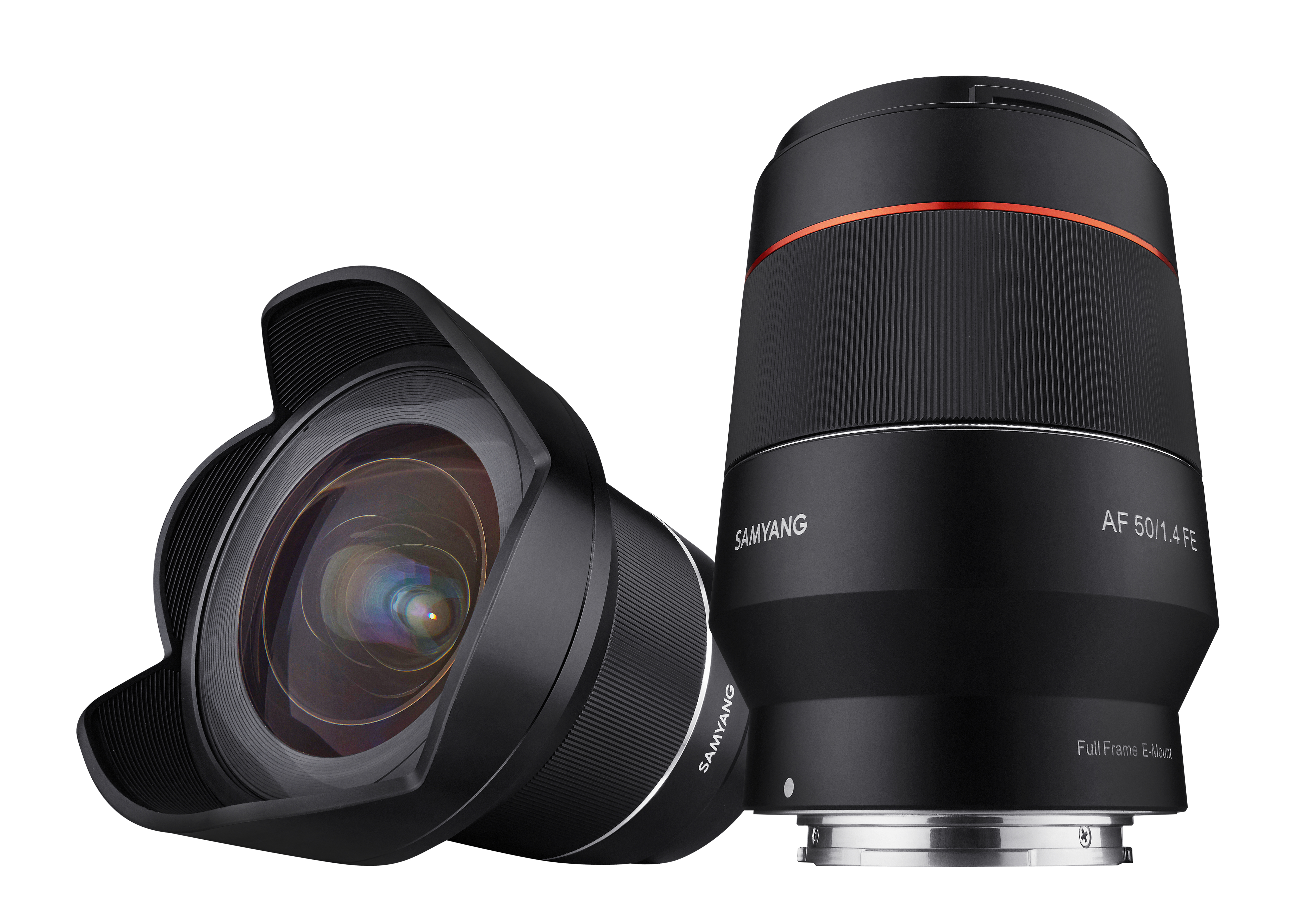
Ống kính Samyang AF

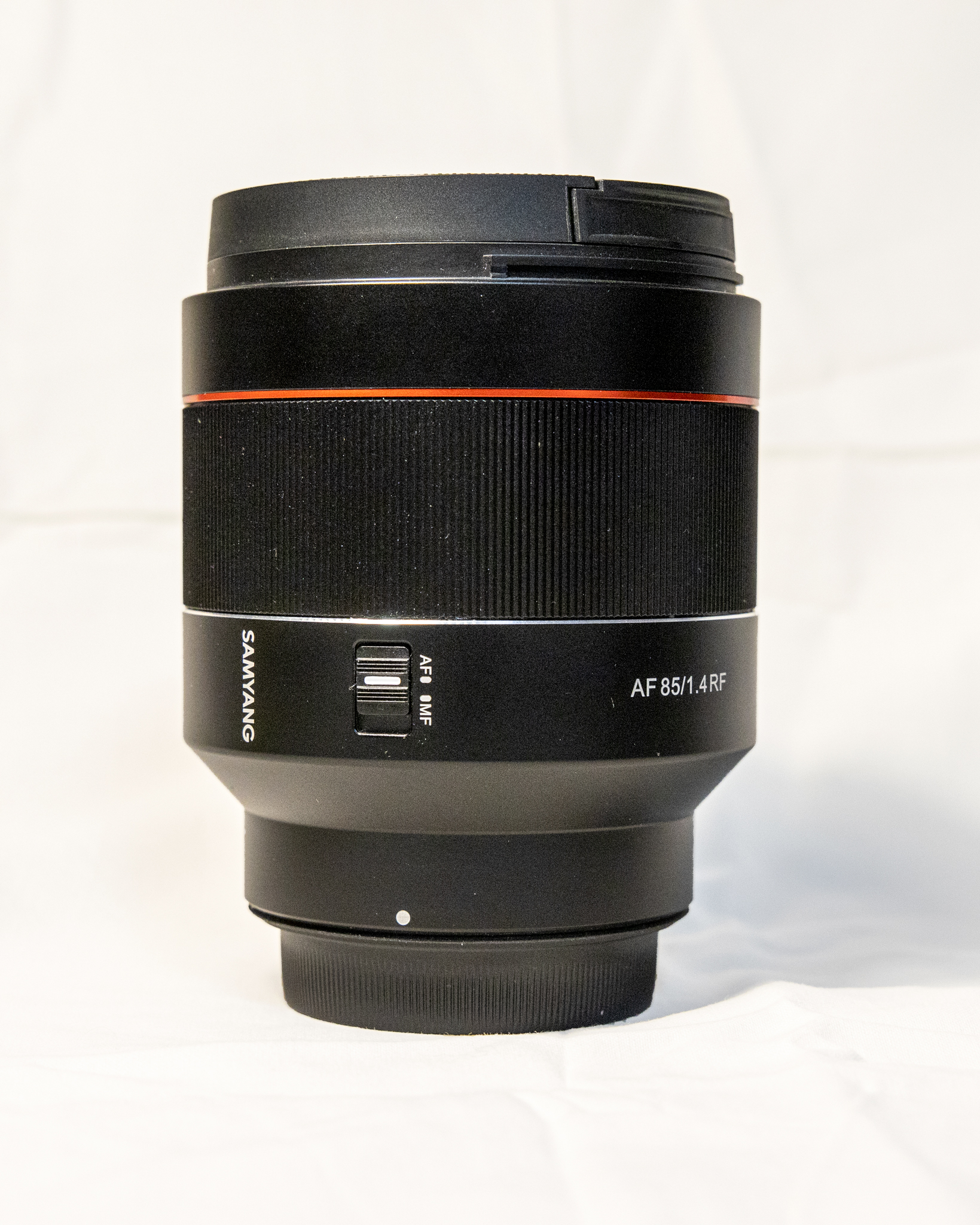
Samyang AF 85 mm 1.4 RF

Thấu kính tự động lấy nét:
Đối với ngàm EF của Canon:
- AF 14 mm f/2.8 EF
- AF 85 mm f/1.4 EF

Đối với ngàm RF của Canon:
- AF 14 mm f/2.8 RF
- AF 85 mm f/1.4 RF[2]

Đối với ngàm E của Sony:
- AF 14 mm f/2.8 FE
- AF 18 mm f/2.8 FE
- AF 24 mm f/2.8 FE
- AF 35 mm f/1.4 FE
- AF 35 mm f/1.8 FE
- AF 35 mm f/2.8 FE
- AF 45 mm f/1.8 FE
- AF 50 mm f/1.4 FE
- AF 85 mm f/1.4 FE
- AF 24-70mm f/2.8 FE

Đối với ngàm F của Nikon:
- AF 14 mm f/2.8 F
- AF 85 mm f/1.4 F

### Ống kính lấy nét bằng tay

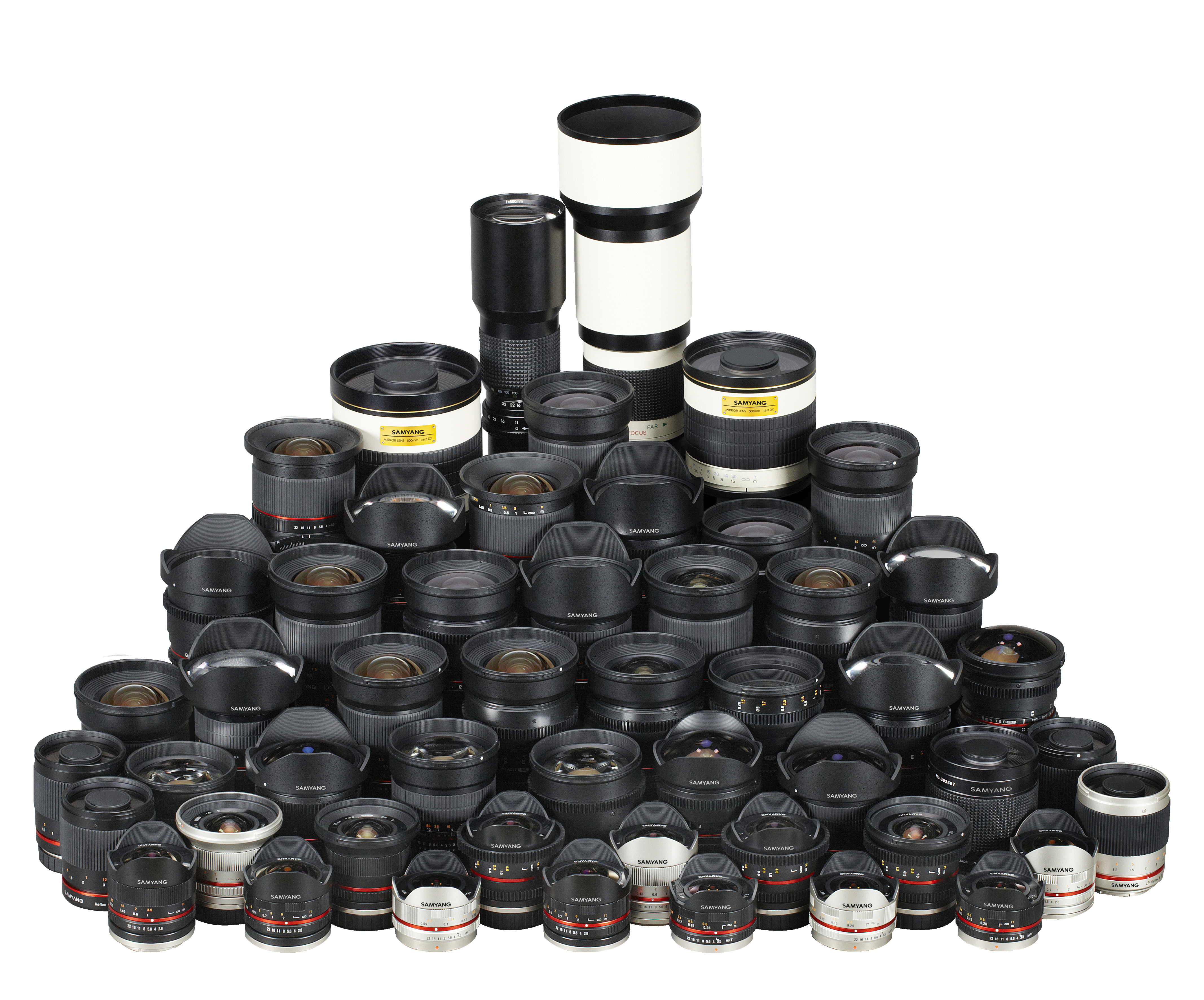
Ống kính Samyang MF

Ống kính lấy nét tay có thể hoán đổi cho 9 ngàm khác nhau.
- MF 85 mm f/1.4 RF
- MF 14 mm f/2.8 RF
- 85 mm f/1.8 ED UMC CS
- 12 mm f/2.8 ED AS NCS Fish-Eye
- 14 mm f/2.8 ED AS IF UMC
- 20 mm f/1.8 ED AS UMC
- 24 mm f/1.4 ED AS IF UMC
- T/S 24 mm f/3.5 ED AS UMC
- 35 mm f/1.4 AS UMC
- 50 mm f/1.4 AS UMC
- 85 mm f/1.4 AS IF UMC
- 10 mm f/2.8 ED AS NCS CS
- 100 mm f/2.8 ED UMC Macro
- 135 mm f/2.0 ED UMC
- 8 mm f/3.5 UMC Fish-Eye CS II
- 16 mm f/2.0 ED AS UMC CS
- 7.5 mm f/3.5 Fish-Eye
- 8 mm f/2.8 UMC Fish-Eye II
- 12 mm f/2.0 NCS CS
- 21 mm f/1.4 ED AS UMC CS
- 35 mm f/1.2 ED AS UMC CS
- 50 mm f/1.2 AS UMC CS
- 300 mm f/6.3 ED UMC CS

#### Máy ảnhDSLR

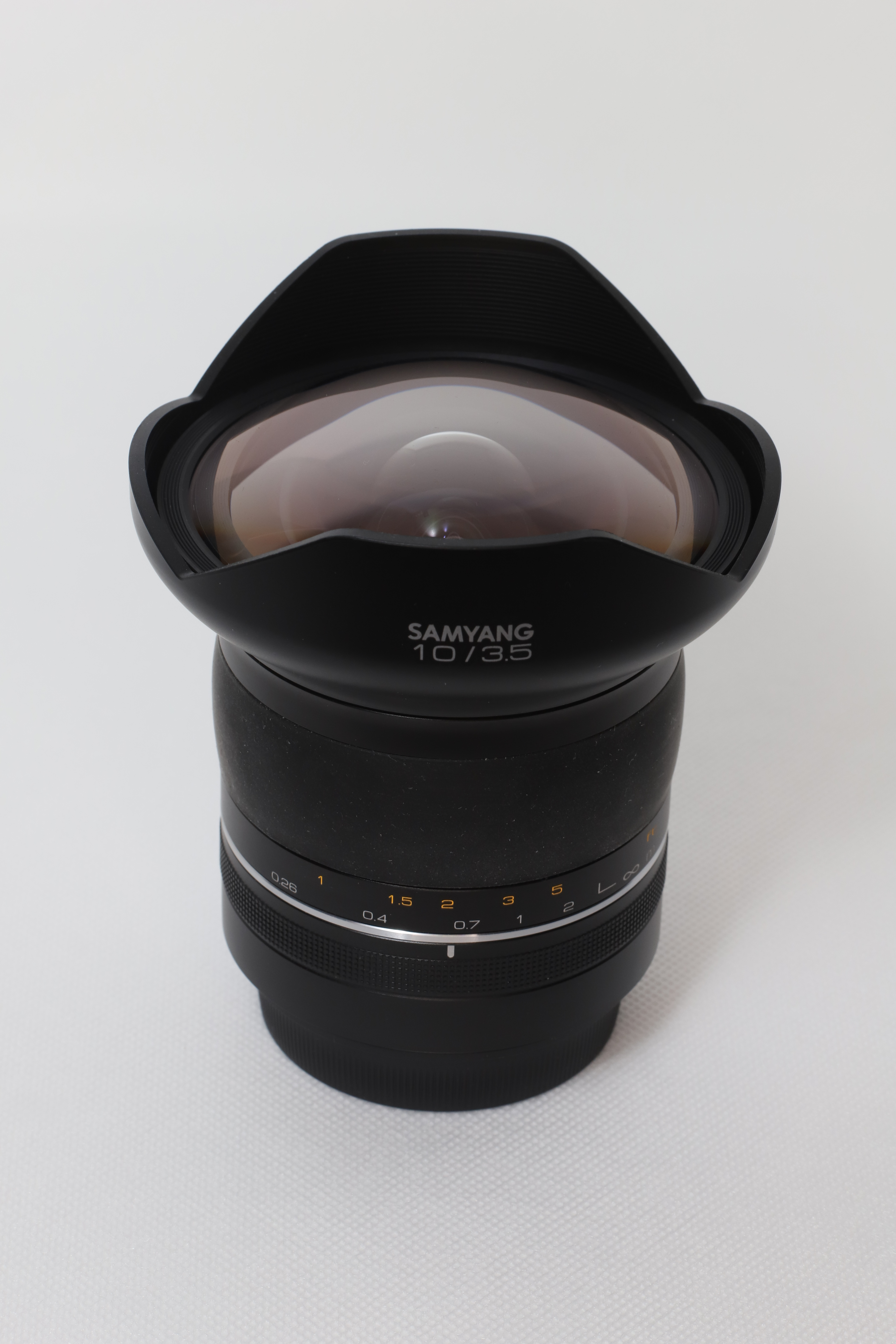
Ống kính Samyang XP 10 mm góc siêu rộng 3.5 dành cho máy ảnh DSLR full-frame

Ống kính cao cấp dành cho máy ảnh DSLR.
- XP 10 mm f/3.5
- XP 14 mm f/2.4
- XP 35 mm f/1.2
- XP 50 mm f/1.2
- XP 85 mm f/1.2

### Ống kính máy quay

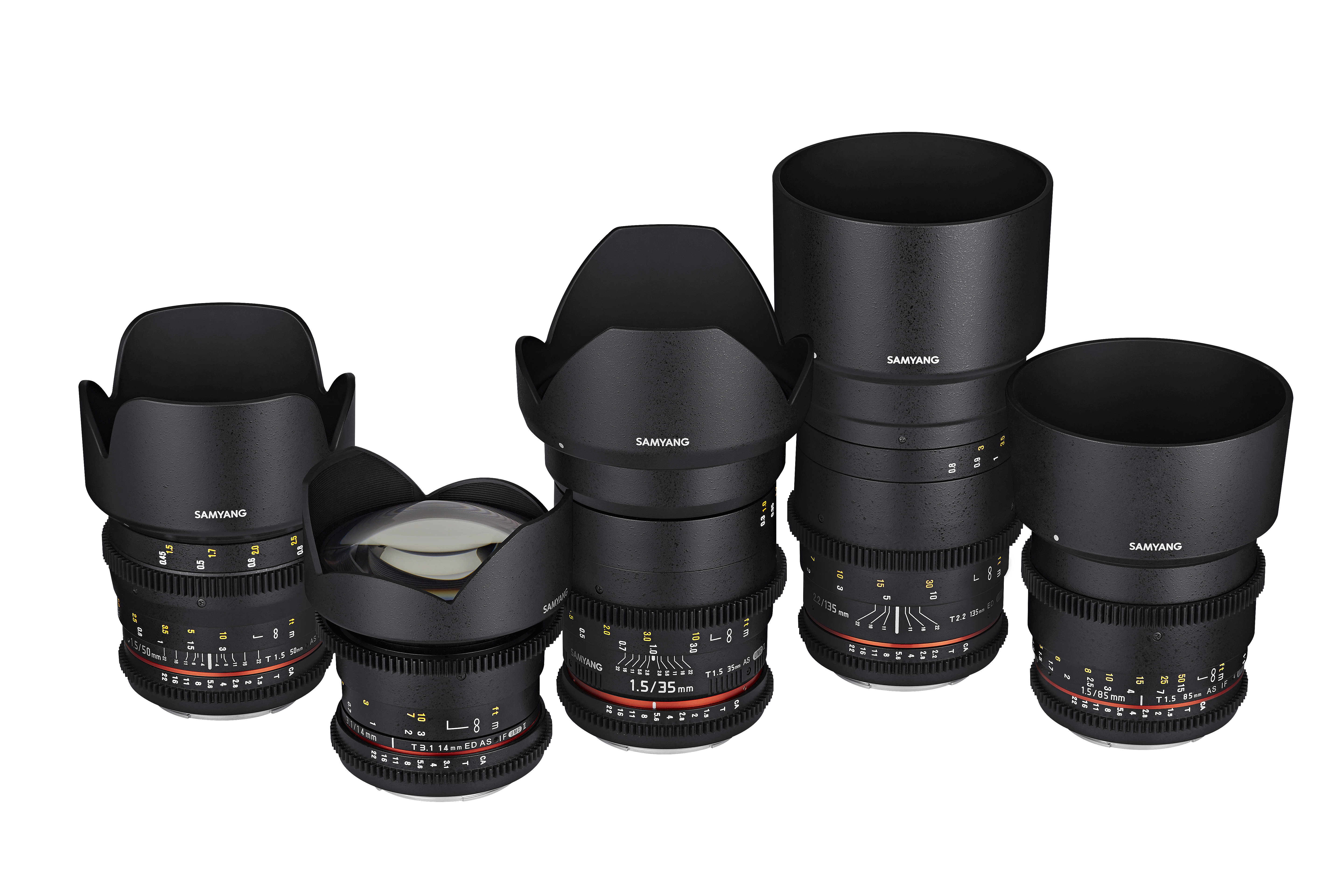
Ống kính Samyang VDSLR

Ống kính máy quay có thể hoán đổi.
- 12 mm T3.1
- 14 mm T3.1
- 16 mm T2.6
- 20 mm T1,9
- 24 mm T1,5
- 35 mm T1,5
- 50 mm T1,5
- 85 mm T1,5
- 100 mm T3.1
- 135 mm T2.2
- số 8 mm T3,8
- 10 mm T3.1
- 16 mm T2.2
- 7,5 mm T3,8
- số 8 mm T3.1
- 12 mm T2.2
- 21 mm T1,5
- 35 mm T1.3
- 50 mm T1.3

#### Ống kính máy quay Xeen

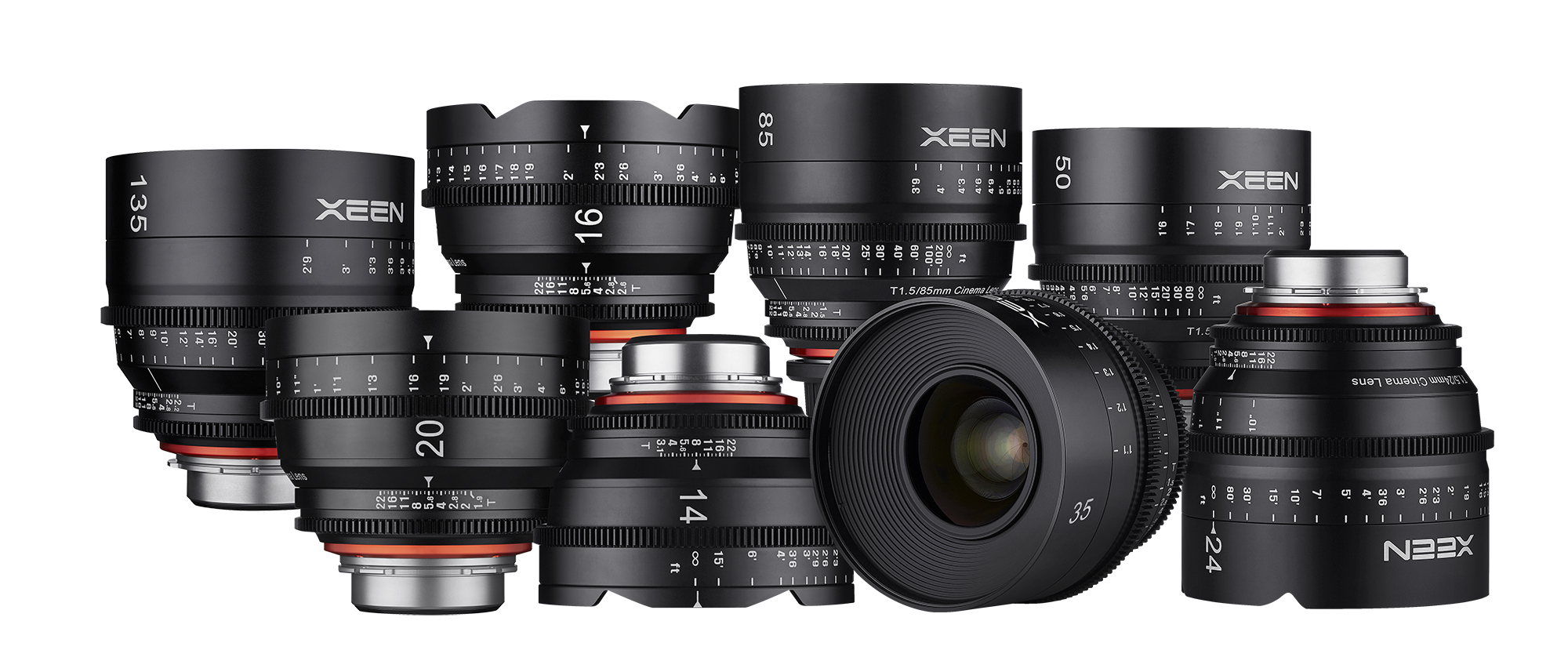
Ống kính máy quay

Ống kính máy quay được bán dưới thương hiệu Xeen. 
- XEEN 14 mm T3.1
- XEEN 16 mm T2.6
- XEEN 20 mm T1,9
- XEEN 24 mm T1,5
- XEEN 35 mm T1,5
- XEEN 50 mm T1,5
- XEEN 85 mm T1,5
- XEEN 135 mm T2.2

## Sản phẩm đã ngừng sản xuất

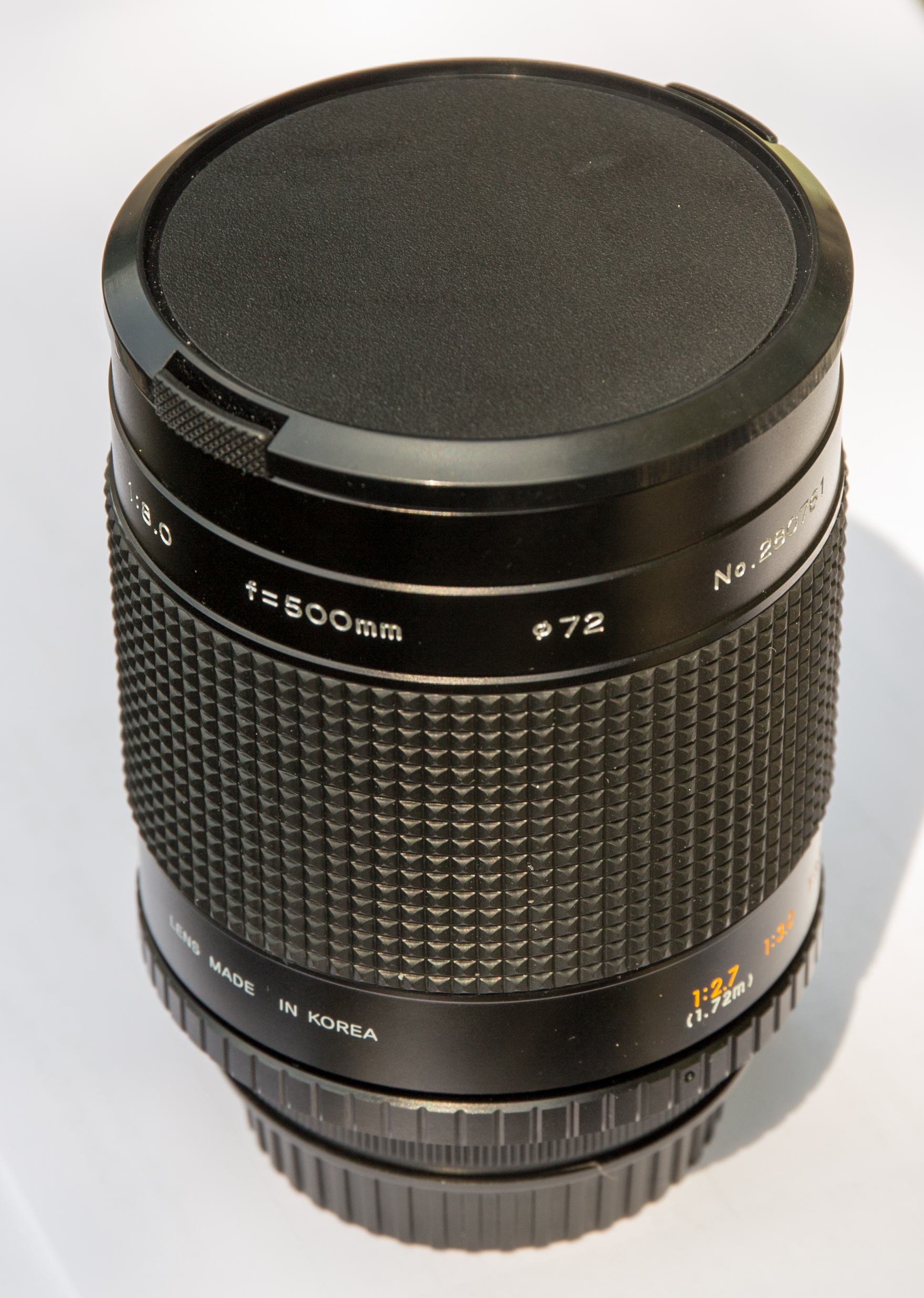
Samyang 500 mm 8

### Ống kính zoom lấy nét tự động[4]
Đối với Minolta / Sony A-mount, Nikon AF, Pentax KAF:
- AF 28–70 mm f/3.5-4.5 [5]
- AF 28–200 mm f/4-5.6
- AF 35–70 mm f/3.5-4.5
- AF 35–135 mm f/3.5
- AF 70–210 mm f/4-5.6 [6]

### Ống kính một tiêu cự lấy nét bằng tay
Ống kính gương ngàm T lấy nét tay.
- Samyang 300 mm f/6.3 Reflex
- Samyang 330 mm f/5.6
- Samyang 440 mm f/5.6
- Samyang 500 mm f/5.6
- Samyang 500 mm f/6.3
- Samyang 500 mm f//8
- Samyang 500 mm f/8 ED
- Samyang 500 mm f/8 ED Preset
- Samyang 800 mm f/8

#### Zoom
- Samyang 650–1300 mm f/8-16

## Giải thưởng
- 2014 - VIP ASIA Awards : 50 mm T1.5 UMCBản mẫu:What?
- 2015 - GOOD DESIGN : XEENBản mẫu:What?
- 2016 - E-Photozine 'Gear of the Year' :  XP 85 mmBản mẫu:What?
- 2016 - GOOD DESIGN : XPBản mẫu:What?
- 2017 - iF Design AwardsBản mẫu:What?
- 2018 - Reddot Design AwardBản mẫu:What?
- 2018 - TIPA Awards CSC Prime Lens : AF 35 mm f/2.8 FEBản mẫu:What?